# Stenophantes martinezi
Stenophantes martinezi là một loài bọ cánh cứng trong họ Cerambycidae.